# Лои, Франко
Франко Лои (итал. Franco Loi, 21 января 1930, Генуя — 4 января 2021, Милан) — итальянский поэт.

## Биография
Родился в семье железнодорожника. В 1937 году семья переехалa в Милан. В Милане Франко получил профессию бухгалтера. Впоследствии он будет работать по специальности на грузовом терминале Ламбрате, в порту Генуи. В 1955 он занял должность ответственного сотрудника в рекламном офисе «La Rinascente», в 1962 — в Пресс-службе Издательства Арнольдо Мондадори.
Будучи коммунистическим активистом, он присоединился к движению новых левых, но с 1970-х годов прекратил, в основном, политическую деятельность, заняв позиции с сильным акцентом на анархо-либертарную религиозность.
Его поэзия появилась в сезон между сентябрем 1965 и летом 1974 почти «под диктовку», поэтому поэт вспоминает те основополагающие в своём творчестве годы: «Я писал стихи по четырнадцать часов в день, я всегда считал себя переписчиком для кого-то».
Дебютировал как поэт только в 1973 году и получил хорошие отзывы на сборник «Я корзина» опубликованный изданием Милана. В следующем, 1974 году, выпустил сборник «Любовные стихи». В 1975 показал, что он достиг полной зрелости выражения, опубликовав поэму «Стрелег», предисловие к публикации написал Франко Фортини. Часть этой его поэмы уже была опубликована во втором «Зеркальном альманахе» и получила положительные отзывы Данте Изелла.
В 1978 публикует сборник «Театр», а в 1981 — сборник «Л’Анхель» издается в Генуе издательством Edizioni Святой Марк Джустиниани. В том же 1981 году за сборник «Воздух» получил Национальную премию «Lanciano».
В 2005 публикует сборник «Воздух памяти», в котором он собирает все стихи, написанные между 1973 и 2002 годами, некоторые из которых уже публиковались в сборних «Я корзина» и «Любовные стихи». Многие другие его работы, все на миланском диалекте, в том числе Люнн, Свободный, Умбра, Ветер, Исман, Аквабелла, Помо яблока.
Помимо поэзии Франко опубликовал книгу рассказов «Ширина неба» (2001) и документальной прозе (нон-фикшн). Он стал лауреатом Премии Бонфиглио и Премии Нонино; позже получил Премию Либрекс Монтале и Премию Бранкати 2008 (секция поэзии) за книгу «Голоса таверны». Он был награжден Миланской золотой медалью, а также получил от муниципалитета Милана Амброгино д’Оро и «Лонгобардскую печать Регион Ломбардия».
Публиковался в многочисленных журналах, выступал как редактор. В декабре 2018 года в журнале «Итальянские дела» в интервью под названием «Муссолини сделал больше всего для рабочих» (итал. Mussolini ha fatto più di tutti per gli operai), в котором он берется за обсуждение так называемого демократического парадокса, утверждая, что действия диктатора с точки зрения социального обеспечения остались непревзойденными последующими политиками.
Умер 4 января 2021 в возрасте 90 лет в своем доме Милане. Его прах погребён в келье Монументального кладбища, в Центральном оссуарии.